# Bataka
Bataka ist ein Ort im Osten von Dominica. Die Gemeinde liegt im Parish Saint David.

## Geographische Lage
Bataka liegt im Kalinago Territory, welches von etwa 3000 Nachkommen des letzten Karibenvolkes bewohnt wird. Nördlich der Ortschaft liegt Atkinson, südlich Salybia.